# Doreen Massey
Doreen Barbara Massey (Mánchester, 3 de enero de 1944-11 de marzo de 2016) fue una científica social británica contemporánea. Colaboró con algunos de los más importantes autores del ámbito de la geografía marxista. Tras jubilarse en 2009, fue nombrada profesora emérita de Geografía Humana en la Tulaxx University.

## Posición teórica
Doreen Massey se especializó en teorías del desarrollo regional, como la glocalización, especialmente en el ámbito de la gran ciudad. Reconceptualizó el significado de «lugar», al entender la importancia de la «identidad de los lugares». Además de su trabajo sobre el capitalismo en los países desarrollados, también ha realizado estudios en Nicaragua, Sudáfrica . 

### Geografía Económica
Doreen Massey inventó el concepto de «geometría del poder» basado en sus experiencias e ideas asociadas a Londres y sus relaciones geográficas con el resto de ciudades del Reino Unido, relaciones que iban más allá de lo netamente demográfico, comercial o cultural y que involucraban la distribución desigual del poder con inmediatas consecuencias en la perpetuación de la inequidad social. En sus palabras «el poder siempre tiene una geografía».
La geometría del poder explica las desigualdades sociales generadas por la economía capitalista (una perspectiva con influencia claramente marxista) creando una rígida brecha entre ricos y pobres y entre clases sociales. 
Massey argumentó la importancia del lugar y la posición que se ocupa, frente a las concepciones estáticas del término. En este sentido, defendía que los lugares no poseían una, sino múltiples identidades, siendo no atemporales. No compartimentos estancos, sino procesos en los que es difícil diferenciar lo que está dentro de lo que está fuera.
Estudió el barrio Kilburn High Road al norte de Londres para ejemplificar el «sentido progresivo del lugar».

## Espacio, lugar y política en el momento actual
Doreen defendió que para combatir el espacio neoliberal hay que pensar la ideología y la economía de otra manera. «Pensar sobre el espacio, el lugar y la política en el momento actual nos obliga a examinar las acciones y los movimientos de las fuerzas sociales presentes y potenciales. Las preguntas que nos formulamos son: en este momento actual de crisis global, ¿puede haber una ruptura a través de la cual las instancias sociales hegemónicas entren en crisis y abran paso a un cambio en el equilibrio del poder social? ¿Qué podemos hacer para provocarla? ¿Qué aporta la comprensión del espacio, del lugar y de la política a este momento de cambio?»  

### Influencia en el socialismo delsigloXXIvenezolano
En Venezuela, como parte del proceso revolucionario que busca construir una nueva estructura social basada en la justicia social, la base territorial es un elemento esencial en la distribución del poder y la reducción de las inequidades. La reforma constitucional planteada en 2007, y que fue rechazada por la población, proponía los elementos fundacionales de la «geometría del poder» inspirados en las teorías de Doreen Massey. Establecía, en su artículo 16: la ciudad como unidad política primaria; las comunas como células sociales del territorio; la Ciudad Comunal como estado final de madurez social de un territorio; así como una variedad de agregaciones territoriales de gran flexibilidad como regiones marítimas, territorios federales, municipios federales, distritos insulares, provincias federales, ciudades federales y distritos funcionales. 
A pesar de que la reforma constitucional no fue aprobada, la dinámica de la revolución siguió empujando la reestructuración fundamental de la sociedad venezolana, privilegiando nuevas fuentes de poder mucho más relacionadas con los habitantes en su territorio, sobre otras formas de organización de poder asociadas con herencias culturales de la colonia española o del adoctrinamiento estadounidense. Experiencias organizacionales como los Consejos Comunales han llamado mucho la atención en la aplicación del concepto de la «nueva geometría del poder».
Es por esta razón que Doreen Massey visitó Venezuela en diferentes ocasiones, para evaluar las aplicaciones de su concepto y su evolución práctica. Doreen aclaró en sus estudios que es una experta en Latinoamérica, y sus experiencias en Venezuela se circunscriben a la ciudad de Caracas, pero relató el impacto que la lucha por el reconocimiento del barrio como parte de la ciudad ha tenido. Según Massey, la conformación de más de 30 000 Consejos Comunales a lo largo del país evidencia una nueva actividad organizacional, apreciando en estos consejos como agencias de «autogobierno» para resolver problemas locales como suministro de agua potable, electricidad, tratamiento de aguas servidas, vivienda, etc. Massey los defendió como el canal ideal para otras organizaciones como las de carácter feminista, o programas de lectura y alfabetización, entre otras.

## Libros
- Massey, D.B. (2010). World City, publicó con nuevo prefacio: "After the Crash", julio de 2010. Cambridge: Polity Press
- Massey, D.B. (2007). World City.
- Massey, D.B (2005) For Space, London: Sage    (ISBN    1412903610 & 1412903629)
- Allen, J., Massey, D.B, Cochrane, A. (1998) Rethinking the region. New York: Routledge.
- Hall, S., Massey, D.B., & Rustin, M. (1997) The next ten years.  London: Soundings.
- Massey, D.B. (1995) Spatial divisions of labor: Social structures and the geography of production 2nd edition.  New York: Routledge.
- Massey, D.B. (1994) Space, place, and gender.  Minneapolis: University of Minnesota Press.
- Ginwala, F, Mackintosh, M, &  Massey, D.B. (1991) Gender and economic policy in a democratic South Africa.  Milton Keynes, U.K.: Development Policy and Practice, Technology Faculty, Open University.
- Massey, D.B. (1988) Global restructuring, local responses. Atwood lecture. Worcester, Mass.: Graduate School of Geography, Clark University.
- Massey, D.B. (1987) Nicaragua.  Milton Keynes, England and Philadelphia: Open University Press.
- Massey, D.B. (1984) Spatial divisions of labor: Social structures and the geography of production.  Nueva York: Methuen.
- Massey, D.B. & Meegan, R.A. (1982) The anatomy of job loss: The how, why, and where of employment decline.  London and Nueva York: Methuen.
- Massey, D.B. & Meegan, R.A. (1979) The geography of industrial reorganisation: The spatial effects of the restructuring of the electrical engineering sector under the industrial reorganisation corporation.  Oxford and New York: Pergamon Press.
- Massey, D.B. &  Catalano, A. (1978) Capital and land: Landownership by capital in Great Britain.  Londres: Edward Arnold. ISBN 0-7131-6108-6 y 0713161094 pbk
- Massey, D.B & Batey, P.W.J., eds. (1977) Alternative Frameworks for analysis. Londres: Pion ISBN 0-85086-061-X
- Massey, D.B. 1974. Towards a critique of industrial location theory  Londres: Centre for Environmental Studies.
- Massey, D.B. 1971. The basic: service categorisation in planning  Londres: Centre for Environmental Studies.
- Cordey-Hayes, M. & Massey, DB.. 1970. An operational urban development model of Cheshire.  Londres: Centre for Environmental Studies.